# Au Moulin de la Galette
Au Moulin de la Galette es una pintura al óleo realizada por Ramón Casas en 1892 en París, que actualmente se encuentra expuesta en el Museo de Montserrat, dentro del Monasterio de Montserrat.
Los cafés son uno de los motivos favoritos de la pintura que se realizaba en París en los últimos años del siglo XIX. Se trataba de una temática ligeramente escandalosa que presentaba ambientes y personajes poco recomendables. Una mujer sola en un café bebiendo y fumando era una imagen inequívoca para el público de la época. Casas recuerda nuevamente a Manet, tanto en la iconografía como en la interpretación en un solo plano del espacio de la figura y el fondo esbozado del local, como en el espacio del bar de Folies-Bergère. Para esta pintura posó Madeleine de Boisguillaume, que fue modelo de Toulouse-Lautrec y por esto también se conoce a esta obra con el nombre de La Madeleine.